# When Seconds Count
When Seconds Count es el sexto álbum de la banda de rock estadounidense Survivor, y el segundo con el vocalista Jimi Jamison. El álbum incluía el sencillo "Is This Love", que alcanzó el puesto #9 en los EE. UU. en el Billboard Hot 100 a principios de 1987. El álbum alcanzó el #49 en la lista Billboard 200.
Este es uno de los álbumes de Survivor con muy pocos ejemplares disponibles en el mercado por lo que se considera fuera de circulación en 2009. Sin embargo, fue remasterizado y reeditado en 2011 y distribuido por el sello Rock Candy.

## Lista de canciones
Todas las canciones escritas por Peterik y Sullivan, excepto cuando se indique.
1. "How Much Love" - 3:58
2. "Keep It Right Here" (Jamison, Peterik, Sullivan) - 4:28
3. "Is This Love" - 3:42
4. "Man Against the World" (Jamison, Peterik, Sullivan) - 3:35
5. "Rebel Son" (Jamison, Peterik, Sullivan) - 4:37
6. "Oceans" - 4:39
7. "When the seconds count" - 4:05
8. "Backstreet Love Affair" - 4:01
9. "In Good Faith" (Jamison, Peterik, Sullivan) - 4:22
10. "Can't Let You Go" - 4:42
11. "Burning Heart" (Bonus track reedición en CD Rock Candy solamente)

## Personal
- Jimi Jamison: Voz
- Marc Droubay: Batería
- Jim Peterik: Teclados
- Frankie Sullivan: Guitarra
- Stephan Ellis: Bajo